# ولسوالی مردیان
مردیان به مرکزیت شهر مردیان یکی از ولسوالی‌های ولایت جوزجان در شمال افغانستان است. جمعیت آن در سال ٢٠٢٠ میلادی، ۴٣٬۵٧۶ نفر اعلام شده‌است. این ولسوالی از شمال با ولسوالی قرقین و ولایت بلخ از شرق با ولایت بلخ از جنوب با ولسوالی فیض‌آباد و از غرب با ولسوالی‌‌‌‌‌‌‌‌‌‌های منگجک و آقچه هم‌مرز می‌باشد.